# آرتوردیل (ویرجینیای غربی)
آرتوردیل (به انگلیسی: Arthurdale) یک منطقهٔ مسکونی در ایالات متحده آمریکا است که در شهرستان پرستون، ویرجینیای غربی واقع شده‌است.